# Флека — Оянена тема
Те́ма Фле́ка — Оянена — тема в шаховій композиції ортодоксального жанру. Суть теми — після першого ходу білих виникає, як мінімум три загрози, так як при вираженні теми Флека-1. У чорних є, як мінімум, стільки ходів-захистів від загроз, скільки власне виникло загроз, але на кожен захист виникає мат, який не був оголошений в загрозах.

## Історія
В 1944 році фінський шаховий композитор Анті Оянен (01.09.1916 — 26.06.1988) використав ідею множинної загрози теми Флека-1, але в його задачі на кожен хід чорних, який захищає від усіх оголошених загроз, виникає інший мат, який не був оголошений в загрозах.
Таке вираження ідеї дістало назву — тема Флека — Оянена, в деяких виданнях ця ідея іменується — тема Оянена. На відміну від задач де є тема Флека — Карлстрема, в задачах на ідею А. Оянена немає захистів, в яких би пройшла тема Флека-1, тобто пройшли би на інші захисти ще й мати, оголошені в загрозі.
|   | a | b | c | d | e | f | g | h |   |
| 8 | e8 чорний слон · d7 білий пішак · e7 білий король · f7 чорний пішак · d5 білий кінь · e5 чорний король · b4 білий пішак · d4 чорний пішак · e4 білий пішак · f4 чорний пішак · e2 білий ферзь | e8 чорний слон · d7 білий пішак · e7 білий король · f7 чорний пішак · d5 білий кінь · e5 чорний король · b4 білий пішак · d4 чорний пішак · e4 білий пішак · f4 чорний пішак · e2 білий ферзь | e8 чорний слон · d7 білий пішак · e7 білий король · f7 чорний пішак · d5 білий кінь · e5 чорний король · b4 білий пішак · d4 чорний пішак · e4 білий пішак · f4 чорний пішак · e2 білий ферзь | e8 чорний слон · d7 білий пішак · e7 білий король · f7 чорний пішак · d5 білий кінь · e5 чорний король · b4 білий пішак · d4 чорний пішак · e4 білий пішак · f4 чорний пішак · e2 білий ферзь | e8 чорний слон · d7 білий пішак · e7 білий король · f7 чорний пішак · d5 білий кінь · e5 чорний король · b4 білий пішак · d4 чорний пішак · e4 білий пішак · f4 чорний пішак · e2 білий ферзь | e8 чорний слон · d7 білий пішак · e7 білий король · f7 чорний пішак · d5 білий кінь · e5 чорний король · b4 білий пішак · d4 чорний пішак · e4 білий пішак · f4 чорний пішак · e2 білий ферзь | e8 чорний слон · d7 білий пішак · e7 білий король · f7 чорний пішак · d5 білий кінь · e5 чорний король · b4 білий пішак · d4 чорний пішак · e4 білий пішак · f4 чорний пішак · e2 білий ферзь | e8 чорний слон · d7 білий пішак · e7 білий король · f7 чорний пішак · d5 білий кінь · e5 чорний король · b4 білий пішак · d4 чорний пішак · e4 білий пішак · f4 чорний пішак · e2 білий ферзь | 8 |
| 7 | e8 чорний слон · d7 білий пішак · e7 білий король · f7 чорний пішак · d5 білий кінь · e5 чорний король · b4 білий пішак · d4 чорний пішак · e4 білий пішак · f4 чорний пішак · e2 білий ферзь | e8 чорний слон · d7 білий пішак · e7 білий король · f7 чорний пішак · d5 білий кінь · e5 чорний король · b4 білий пішак · d4 чорний пішак · e4 білий пішак · f4 чорний пішак · e2 білий ферзь | e8 чорний слон · d7 білий пішак · e7 білий король · f7 чорний пішак · d5 білий кінь · e5 чорний король · b4 білий пішак · d4 чорний пішак · e4 білий пішак · f4 чорний пішак · e2 білий ферзь | e8 чорний слон · d7 білий пішак · e7 білий король · f7 чорний пішак · d5 білий кінь · e5 чорний король · b4 білий пішак · d4 чорний пішак · e4 білий пішак · f4 чорний пішак · e2 білий ферзь | e8 чорний слон · d7 білий пішак · e7 білий король · f7 чорний пішак · d5 білий кінь · e5 чорний король · b4 білий пішак · d4 чорний пішак · e4 білий пішак · f4 чорний пішак · e2 білий ферзь | e8 чорний слон · d7 білий пішак · e7 білий король · f7 чорний пішак · d5 білий кінь · e5 чорний король · b4 білий пішак · d4 чорний пішак · e4 білий пішак · f4 чорний пішак · e2 білий ферзь | e8 чорний слон · d7 білий пішак · e7 білий король · f7 чорний пішак · d5 білий кінь · e5 чорний король · b4 білий пішак · d4 чорний пішак · e4 білий пішак · f4 чорний пішак · e2 білий ферзь | e8 чорний слон · d7 білий пішак · e7 білий король · f7 чорний пішак · d5 білий кінь · e5 чорний король · b4 білий пішак · d4 чорний пішак · e4 білий пішак · f4 чорний пішак · e2 білий ферзь | 7 |
| 6 | e8 чорний слон · d7 білий пішак · e7 білий король · f7 чорний пішак · d5 білий кінь · e5 чорний король · b4 білий пішак · d4 чорний пішак · e4 білий пішак · f4 чорний пішак · e2 білий ферзь | e8 чорний слон · d7 білий пішак · e7 білий король · f7 чорний пішак · d5 білий кінь · e5 чорний король · b4 білий пішак · d4 чорний пішак · e4 білий пішак · f4 чорний пішак · e2 білий ферзь | e8 чорний слон · d7 білий пішак · e7 білий король · f7 чорний пішак · d5 білий кінь · e5 чорний король · b4 білий пішак · d4 чорний пішак · e4 білий пішак · f4 чорний пішак · e2 білий ферзь | e8 чорний слон · d7 білий пішак · e7 білий король · f7 чорний пішак · d5 білий кінь · e5 чорний король · b4 білий пішак · d4 чорний пішак · e4 білий пішак · f4 чорний пішак · e2 білий ферзь | e8 чорний слон · d7 білий пішак · e7 білий король · f7 чорний пішак · d5 білий кінь · e5 чорний король · b4 білий пішак · d4 чорний пішак · e4 білий пішак · f4 чорний пішак · e2 білий ферзь | e8 чорний слон · d7 білий пішак · e7 білий король · f7 чорний пішак · d5 білий кінь · e5 чорний король · b4 білий пішак · d4 чорний пішак · e4 білий пішак · f4 чорний пішак · e2 білий ферзь | e8 чорний слон · d7 білий пішак · e7 білий король · f7 чорний пішак · d5 білий кінь · e5 чорний король · b4 білий пішак · d4 чорний пішак · e4 білий пішак · f4 чорний пішак · e2 білий ферзь | e8 чорний слон · d7 білий пішак · e7 білий король · f7 чорний пішак · d5 білий кінь · e5 чорний король · b4 білий пішак · d4 чорний пішак · e4 білий пішак · f4 чорний пішак · e2 білий ферзь | 6 |
| 5 | e8 чорний слон · d7 білий пішак · e7 білий король · f7 чорний пішак · d5 білий кінь · e5 чорний король · b4 білий пішак · d4 чорний пішак · e4 білий пішак · f4 чорний пішак · e2 білий ферзь | e8 чорний слон · d7 білий пішак · e7 білий король · f7 чорний пішак · d5 білий кінь · e5 чорний король · b4 білий пішак · d4 чорний пішак · e4 білий пішак · f4 чорний пішак · e2 білий ферзь | e8 чорний слон · d7 білий пішак · e7 білий король · f7 чорний пішак · d5 білий кінь · e5 чорний король · b4 білий пішак · d4 чорний пішак · e4 білий пішак · f4 чорний пішак · e2 білий ферзь | e8 чорний слон · d7 білий пішак · e7 білий король · f7 чорний пішак · d5 білий кінь · e5 чорний король · b4 білий пішак · d4 чорний пішак · e4 білий пішак · f4 чорний пішак · e2 білий ферзь | e8 чорний слон · d7 білий пішак · e7 білий король · f7 чорний пішак · d5 білий кінь · e5 чорний король · b4 білий пішак · d4 чорний пішак · e4 білий пішак · f4 чорний пішак · e2 білий ферзь | e8 чорний слон · d7 білий пішак · e7 білий король · f7 чорний пішак · d5 білий кінь · e5 чорний король · b4 білий пішак · d4 чорний пішак · e4 білий пішак · f4 чорний пішак · e2 білий ферзь | e8 чорний слон · d7 білий пішак · e7 білий король · f7 чорний пішак · d5 білий кінь · e5 чорний король · b4 білий пішак · d4 чорний пішак · e4 білий пішак · f4 чорний пішак · e2 білий ферзь | e8 чорний слон · d7 білий пішак · e7 білий король · f7 чорний пішак · d5 білий кінь · e5 чорний король · b4 білий пішак · d4 чорний пішак · e4 білий пішак · f4 чорний пішак · e2 білий ферзь | 5 |
| 4 | e8 чорний слон · d7 білий пішак · e7 білий король · f7 чорний пішак · d5 білий кінь · e5 чорний король · b4 білий пішак · d4 чорний пішак · e4 білий пішак · f4 чорний пішак · e2 білий ферзь | e8 чорний слон · d7 білий пішак · e7 білий король · f7 чорний пішак · d5 білий кінь · e5 чорний король · b4 білий пішак · d4 чорний пішак · e4 білий пішак · f4 чорний пішак · e2 білий ферзь | e8 чорний слон · d7 білий пішак · e7 білий король · f7 чорний пішак · d5 білий кінь · e5 чорний король · b4 білий пішак · d4 чорний пішак · e4 білий пішак · f4 чорний пішак · e2 білий ферзь | e8 чорний слон · d7 білий пішак · e7 білий король · f7 чорний пішак · d5 білий кінь · e5 чорний король · b4 білий пішак · d4 чорний пішак · e4 білий пішак · f4 чорний пішак · e2 білий ферзь | e8 чорний слон · d7 білий пішак · e7 білий король · f7 чорний пішак · d5 білий кінь · e5 чорний король · b4 білий пішак · d4 чорний пішак · e4 білий пішак · f4 чорний пішак · e2 білий ферзь | e8 чорний слон · d7 білий пішак · e7 білий король · f7 чорний пішак · d5 білий кінь · e5 чорний король · b4 білий пішак · d4 чорний пішак · e4 білий пішак · f4 чорний пішак · e2 білий ферзь | e8 чорний слон · d7 білий пішак · e7 білий король · f7 чорний пішак · d5 білий кінь · e5 чорний король · b4 білий пішак · d4 чорний пішак · e4 білий пішак · f4 чорний пішак · e2 білий ферзь | e8 чорний слон · d7 білий пішак · e7 білий король · f7 чорний пішак · d5 білий кінь · e5 чорний король · b4 білий пішак · d4 чорний пішак · e4 білий пішак · f4 чорний пішак · e2 білий ферзь | 4 |
| 3 | e8 чорний слон · d7 білий пішак · e7 білий король · f7 чорний пішак · d5 білий кінь · e5 чорний король · b4 білий пішак · d4 чорний пішак · e4 білий пішак · f4 чорний пішак · e2 білий ферзь | e8 чорний слон · d7 білий пішак · e7 білий король · f7 чорний пішак · d5 білий кінь · e5 чорний король · b4 білий пішак · d4 чорний пішак · e4 білий пішак · f4 чорний пішак · e2 білий ферзь | e8 чорний слон · d7 білий пішак · e7 білий король · f7 чорний пішак · d5 білий кінь · e5 чорний король · b4 білий пішак · d4 чорний пішак · e4 білий пішак · f4 чорний пішак · e2 білий ферзь | e8 чорний слон · d7 білий пішак · e7 білий король · f7 чорний пішак · d5 білий кінь · e5 чорний король · b4 білий пішак · d4 чорний пішак · e4 білий пішак · f4 чорний пішак · e2 білий ферзь | e8 чорний слон · d7 білий пішак · e7 білий король · f7 чорний пішак · d5 білий кінь · e5 чорний король · b4 білий пішак · d4 чорний пішак · e4 білий пішак · f4 чорний пішак · e2 білий ферзь | e8 чорний слон · d7 білий пішак · e7 білий король · f7 чорний пішак · d5 білий кінь · e5 чорний король · b4 білий пішак · d4 чорний пішак · e4 білий пішак · f4 чорний пішак · e2 білий ферзь | e8 чорний слон · d7 білий пішак · e7 білий король · f7 чорний пішак · d5 білий кінь · e5 чорний король · b4 білий пішак · d4 чорний пішак · e4 білий пішак · f4 чорний пішак · e2 білий ферзь | e8 чорний слон · d7 білий пішак · e7 білий король · f7 чорний пішак · d5 білий кінь · e5 чорний король · b4 білий пішак · d4 чорний пішак · e4 білий пішак · f4 чорний пішак · e2 білий ферзь | 3 |
| 2 | e8 чорний слон · d7 білий пішак · e7 білий король · f7 чорний пішак · d5 білий кінь · e5 чорний король · b4 білий пішак · d4 чорний пішак · e4 білий пішак · f4 чорний пішак · e2 білий ферзь | e8 чорний слон · d7 білий пішак · e7 білий король · f7 чорний пішак · d5 білий кінь · e5 чорний король · b4 білий пішак · d4 чорний пішак · e4 білий пішак · f4 чорний пішак · e2 білий ферзь | e8 чорний слон · d7 білий пішак · e7 білий король · f7 чорний пішак · d5 білий кінь · e5 чорний король · b4 білий пішак · d4 чорний пішак · e4 білий пішак · f4 чорний пішак · e2 білий ферзь | e8 чорний слон · d7 білий пішак · e7 білий король · f7 чорний пішак · d5 білий кінь · e5 чорний король · b4 білий пішак · d4 чорний пішак · e4 білий пішак · f4 чорний пішак · e2 білий ферзь | e8 чорний слон · d7 білий пішак · e7 білий король · f7 чорний пішак · d5 білий кінь · e5 чорний король · b4 білий пішак · d4 чорний пішак · e4 білий пішак · f4 чорний пішак · e2 білий ферзь | e8 чорний слон · d7 білий пішак · e7 білий король · f7 чорний пішак · d5 білий кінь · e5 чорний король · b4 білий пішак · d4 чорний пішак · e4 білий пішак · f4 чорний пішак · e2 білий ферзь | e8 чорний слон · d7 білий пішак · e7 білий король · f7 чорний пішак · d5 білий кінь · e5 чорний король · b4 білий пішак · d4 чорний пішак · e4 білий пішак · f4 чорний пішак · e2 білий ферзь | e8 чорний слон · d7 білий пішак · e7 білий король · f7 чорний пішак · d5 білий кінь · e5 чорний король · b4 білий пішак · d4 чорний пішак · e4 білий пішак · f4 чорний пішак · e2 білий ферзь | 2 |
| 1 | e8 чорний слон · d7 білий пішак · e7 білий король · f7 чорний пішак · d5 білий кінь · e5 чорний король · b4 білий пішак · d4 чорний пішак · e4 білий пішак · f4 чорний пішак · e2 білий ферзь | e8 чорний слон · d7 білий пішак · e7 білий король · f7 чорний пішак · d5 білий кінь · e5 чорний король · b4 білий пішак · d4 чорний пішак · e4 білий пішак · f4 чорний пішак · e2 білий ферзь | e8 чорний слон · d7 білий пішак · e7 білий король · f7 чорний пішак · d5 білий кінь · e5 чорний король · b4 білий пішак · d4 чорний пішак · e4 білий пішак · f4 чорний пішак · e2 білий ферзь | e8 чорний слон · d7 білий пішак · e7 білий король · f7 чорний пішак · d5 білий кінь · e5 чорний король · b4 білий пішак · d4 чорний пішак · e4 білий пішак · f4 чорний пішак · e2 білий ферзь | e8 чорний слон · d7 білий пішак · e7 білий король · f7 чорний пішак · d5 білий кінь · e5 чорний король · b4 білий пішак · d4 чорний пішак · e4 білий пішак · f4 чорний пішак · e2 білий ферзь | e8 чорний слон · d7 білий пішак · e7 білий король · f7 чорний пішак · d5 білий кінь · e5 чорний король · b4 білий пішак · d4 чорний пішак · e4 білий пішак · f4 чорний пішак · e2 білий ферзь | e8 чорний слон · d7 білий пішак · e7 білий король · f7 чорний пішак · d5 білий кінь · e5 чорний король · b4 білий пішак · d4 чорний пішак · e4 білий пішак · f4 чорний пішак · e2 білий ферзь | e8 чорний слон · d7 білий пішак · e7 білий король · f7 чорний пішак · d5 білий кінь · e5 чорний король · b4 білий пішак · d4 чорний пішак · e4 білий пішак · f4 чорний пішак · e2 білий ферзь | 1 |
|   | a | b | c | d | e | f | g | h |   |

1. Sf6! ~ 2. Db5, Dh5, Sg4#
1. … Ld7 2. Sd7#
1. … d3   2. Db2#
1. … f3    2. Dh2#